# Command and Conquer: Generals
Command and Conquer: Generals est un jeu vidéo de stratégie en temps réel développé et édité par Electronic Arts. Il est sorti en 2003 pour Windows, puis pour Mac OS X, et a commencé une nouvelle série dans l'univers Command and Conquer. L'extension du jeu est sortie la même année et s'intitule Command and Conquer: Generals - Heure H.

## Synopsis
Command and  Conquer : Generals propose d'incarner un général d'une des trois armées en présence :
- les Forces armées des États-Unis
- l'Armée populaire de libération (Chine)
- l'Armée de Libération Globale (appelée Global Liberation Army [GLA] dans le jeu)

Le but des États-Unis et de la Chine est d'éradiquer la GLA et, inversement, la GLA veut éjecter les États-Unis et la Chine hors du monde arabo-musulman (suggéré seulement, aucune religion n'est mentionnée).

## Système de jeu
Le jeu est basé sur la stratégie et la gestion militaire regroupant trois grandes factions (les États-Unis, la Chine et la G.L.A.(Global Liberation Army) et se caractérise également par 3 modes de jeu :
- "Campagne" : vous dirigez une faction de votre choix à travers plusieurs missions d'offensive, de défense ou de siège.
- "Escarmouche" : vous dirigerez une faction contre un ou plusieurs (1-7) ennemis sur la carte de votre choix, mais l'avantage du mode escarmouche sera que vous n'aurez aucune limite pour vous développer jusqu'au moment où vos ennemis seront vaincus.
- "Multijoueur" : via une connexion internet stable, vous bénéficierez de l'accès a des serveurs où vous pourrez combattre contre d'autres personnes. Ces parties seront plus dures ou plus faciles à remporter étant donné que vous n'affronterez pas une intelligence artificielle mais une personne, de ce fait les décisions prises par vos ennemis ne seront pas toujours les meilleures, ce qui vous donnera des coups d'avance.

### Factions
- États-Unis : l'Armée américaine se distingue par sa haute technologie et l'importance de son soutien aérien (une bonne partie des options du général implique l'US Air Force). La super-arme de cette faction est un canon à particules, un laser émis vers un satellite et renvoyé sur le champ de bataille, ce qui permet de déplacer le faisceau sur le terrain.
- Chine : l'Armée chinoise se distingue par son imposante armée de terre, le nombre de ses soldats — appelés à tort « Gardes rouges » —, ainsi que sa technologie nucléaire et son utilisation immodérée du napalm. La super-arme de cette faction est un missile nucléaire, qui émet des radiations résiduelles dangereuses pour toute unité présente sur le terrain.
- GLA : la GLA se distingue par ses faibles moyens (seulement des unités légères facilement remplaçables) et son recours à la guérilla et au terrorisme,  ainsi qu'aux armes bactériologiques. La super-arme de cette faction est une série de missiles Scud, pouvant contenir des ogives bactériologiques.

### Unités
Il existe quatre types d'unités :
- Les soldats, formés dans les casernes (sauf contre indication)
- Les véhicules, construits dans les complexes militaro-industriel/trafiquants d'armes (sauf contre-indication)
- Les avions, produits dans les aéroports (sauf contre-indication)
- Les unités non contrôlable, débloquées par les promotions

### Promotions
Les promotions sont débloquées lorsque le joueur acquiert de l'expérience. Il commence au grade de Général 1 étoile (correspondant au rang de Brigadier Général dans l'Armée américaine) et finit au rang de Général 5 étoiles (correspondant au grade de General of the Army). Chaque passage à un grade supérieur débloque de nouvelles promotions. Les grades paliers sont:
- Général 1 étoile
- Général 3 étoiles
- Général 5 étoiles

## Accueil
| Command and Conquer: Generals |      |       |
| Média                         | Pays | Notes |
| Computer Gaming World         | US   | 3/5   |
| Gamekult                      | FR   | 7/10  |
| GameSpot                      | US   | 89 %  |
| Jeux vidéo Magazine           | FR   | 17/20 |
| Jeuxvideo.com                 | FR   | 16/20 |
| Joystick                      | FR   | 8/10  |
| PC Gamer UK                   | GB   | 85 %  |
| PC Gamer US                   | US   | 77 %  |